# Kora kora

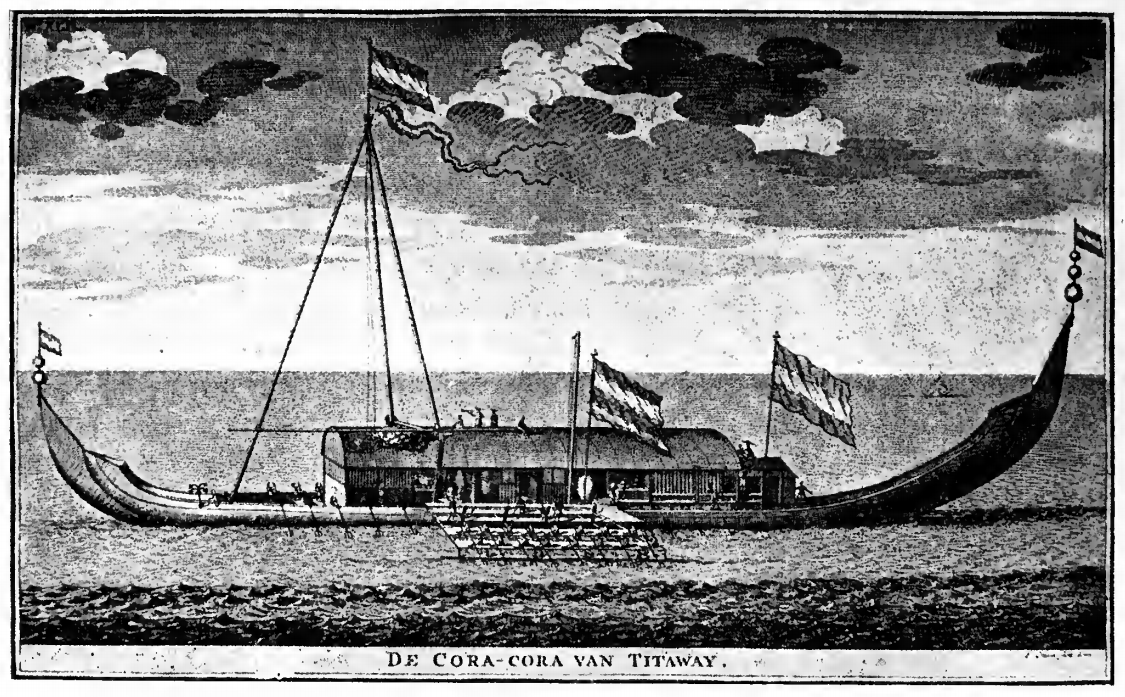
Una rappresentazione del 1726 di una grande kora-kora proveniente da Nusa Laut

La kora-kora o kora kora o coracora è una canoa tradizionale delle isole Maluku (Molucche), in Indonesia. Si tratta di un'imbarcazione navale per il trasporto di uomini durante le razzie per il saccheggio o per la ricerca di schiavi. Nel Sud-Est asiatico marittimo, la razzia di schiavi era un modo onorevole di guadagnarsi da vivere e la kora-kora era necessaria per difendersi dalle razzie e per le incursioni. Le kora-kora di grandi dimensioni sono chiamate juanga o joanga.

## Etimologia

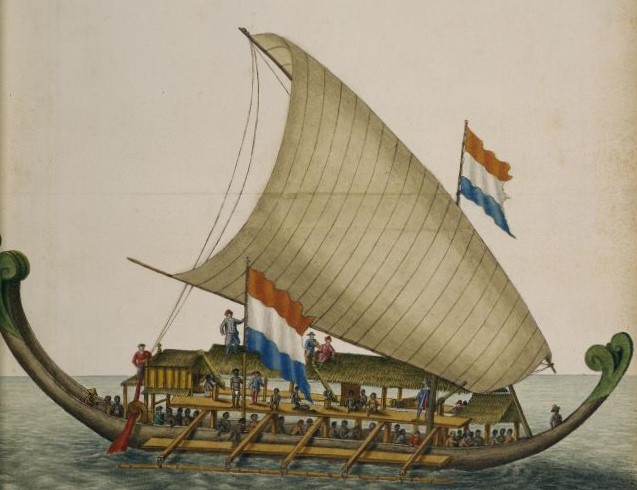
Kora kora olandese.

L'origine del nome è sconosciuta, ma è stato proposto che possa derivare dall'arabo "قُرقور" qorqora, plurale di qarâqir, che significa "grande nave mercantile". È anche probabile che l'origine dei nomi sia autoctona, con il significato che si è perso nel tempo, dato che anche altre navi austronesiane che non hanno avuto contatti con i commercianti arabi portano nomi simili, come la karakuhan ivatana e la korkor marshallese. Il termine potrebbe anche derivare dallo spagnolo o dal portoghese carraca, ma nei più antichi resoconti portoghesi e spagnoli delle Molucche si parla di caracora, coracora, carcoa, ma mai di carraca. De Morga non solo dice espressamente che si tratta di una parola usata dai Tagalog di Mindoro, Marinduque e Luzon, ma che è anche una vera e propria parola malese-polinesiana: nella penisola malese: kolek (una piccola barca da pesca); Amboina: kolekole, Mota (Isole Banks): kora, San Cristoval (Salomone meridionali): ora, Knabat bogolu nelle isole Mentawai.

## Descrizione
È lunga circa dieci metri e molto stretta, piuttosto aperta, molto bassa e pesa circa quattro tonnellate. Aveva degli stabilizzatori di bambù a circa un metro e mezzo da ogni lato, che sostenevano una piattaforma di bambù che si estendeva per tutta la lunghezza dell'imbarcazione. All'estremo esterno di questa piattaforma sedevano i venti rematori (in tutto servono 40 rematori), mentre all'interno c'era un comodo passaggio a prua e a poppa. La parte centrale dell'imbarcazione è coperta da una tettoia di paglia, in cui vengono stivati bagagli e passeggeri. Il trincarino non è più di un piede al di sopra dell'acqua, e soffre il grande peso della parte superiore e laterale.
Questa imbarcazione è utilizzata sia per il commercio che per la guerra. Le kora-koras più grandi furono utilizzate come navi da guerra durante la guerra con gli olandesi nelle isole Banda nel XVII secolo. Fin dall'antichità, il timoniere e i rematori di queste tradizionali imbarcazioni a remi molucchesi urlavano "Mena Muria", per sincronizzare i colpi durante le spedizioni al largo. Questo significa letteralmente "davanti - dietro", ma è anche traducibile con "Io vado - Noi seguiamo" o "Uno per tutti - Tutti per uno".
Alcune delle barche a remi più grandi potevano avere più di 100 vogatori e quando venivano utilizzate sul percorso di guerra marittimo, ad esempio durante una cosiddetta hongitocht (spedizioni di guerra per la Compagnia Olandese delle Indie Orientali durante il XVII secolo), l'approccio della kora kora incuteva timore nei cuori degli abitanti del villaggio costiero attaccato.
Secondo Robert Dick-Read, ogni capo nella regione di Maluku ha una propria nave; lo status del capo dipende dal numero di schiavi, provenienti da un'isola lontana, che egli cattura e raccoglie. Ogni nave è remata da 300 rematori, sostenuti da uomini armati di lance, cerbottane, frecce e spade in una piattaforma di combattimento più alta chiamata balai. L'imbarcazione ha due ruote di governo sui lati, un alto palo a poppa e a prua decorato con nastri. In passato, questi pali erano ornati con teste di nemici conquistati.